# Tilia tuan
Tilia tuan är en malvaväxtart. Tilia tuan ingår i släktet lindar, och familjen malvaväxter.

## Underarter
Arten delas in i följande underarter:
- T. t. oblongifolia
- T. t. tristis
- T. t. tuan
- T. t. chenmoui
- T. t. chinensis